# Dicliptera sanctae-martae
Dicliptera sanctae-martae är en akantusväxtart som beskrevs av Emery Clarence Leonard. Dicliptera sanctae-martae ingår i släktet Dicliptera och familjen akantusväxter. Inga underarter finns listade i Catalogue of Life.